# Horisme impleta
Horisme impleta är en fjärilsart som beskrevs av Walker 1866. Horisme impleta ingår i släktet Horisme och familjen mätare. Inga underarter finns listade i Catalogue of Life.